# Hammermühle (Bautzen)

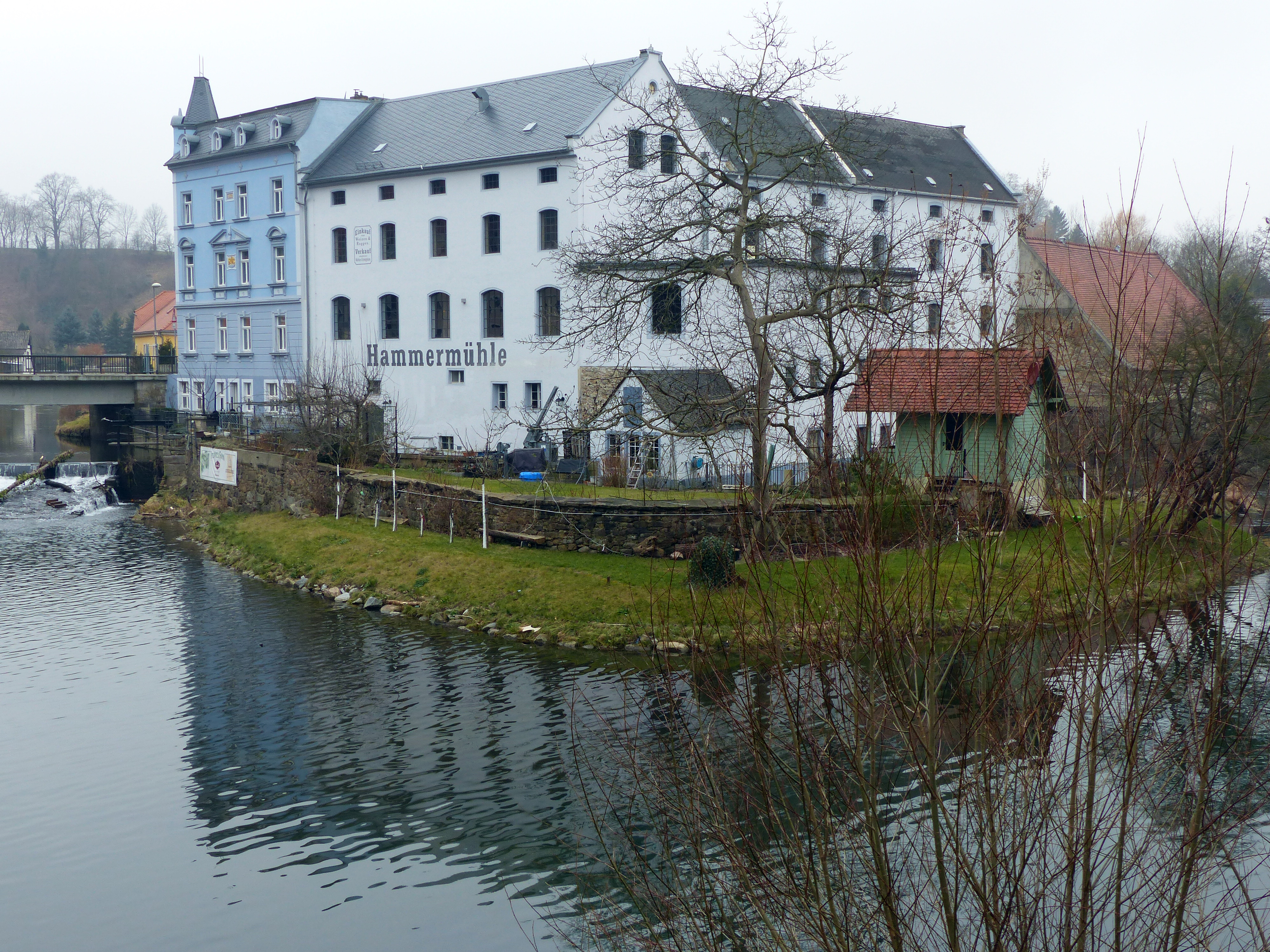
Die Hammermühle 2015, Blick über die Spree

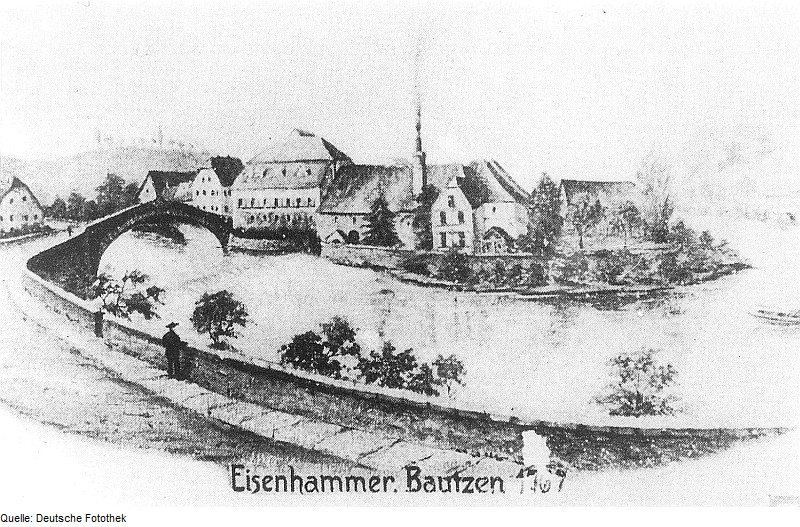
Ansicht 1767

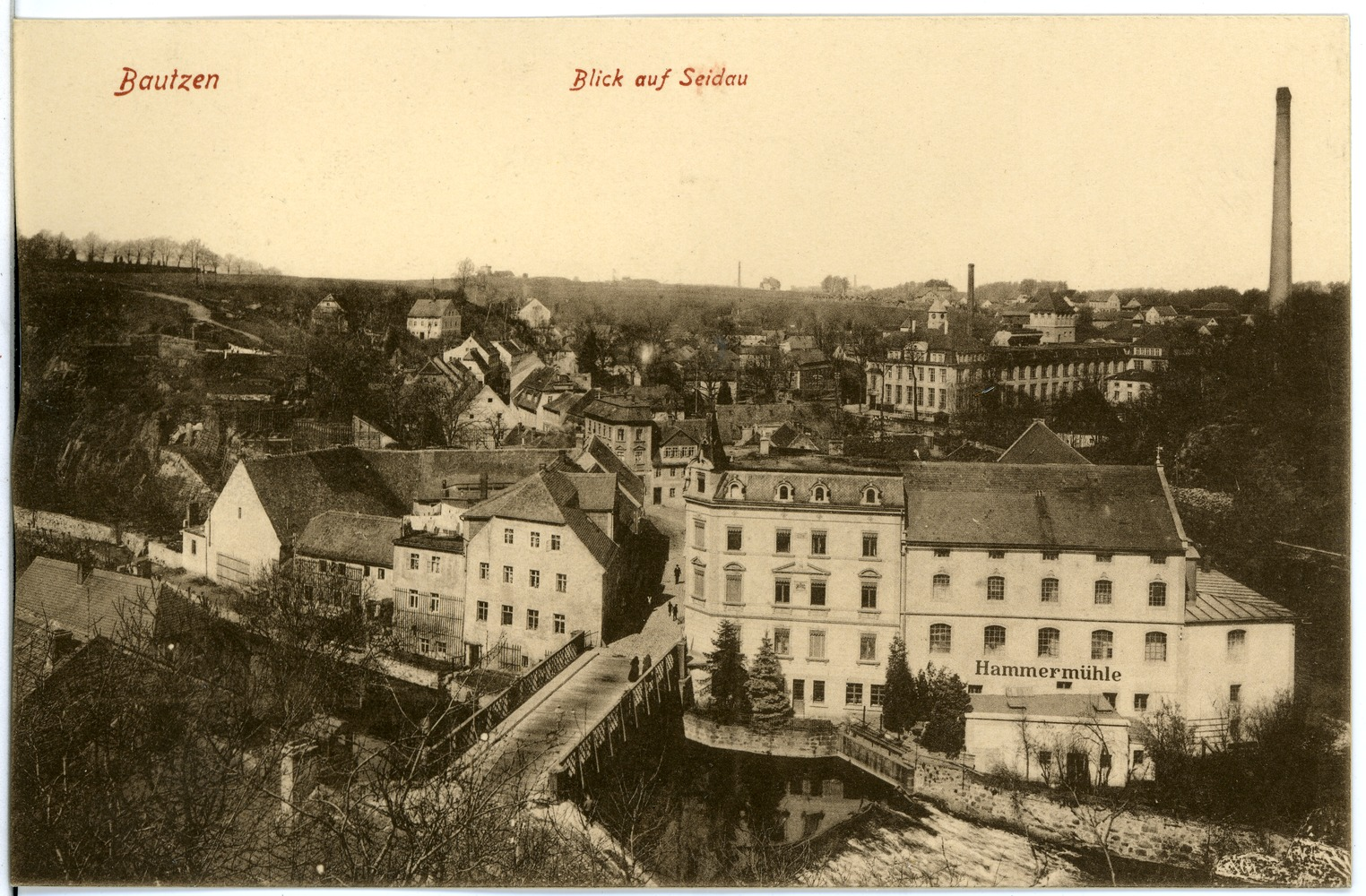
Ansicht 1915

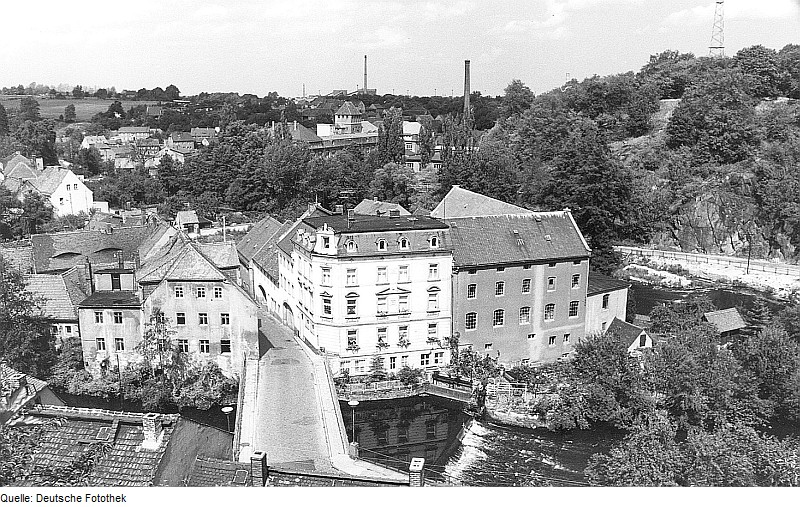
Ansicht 1989

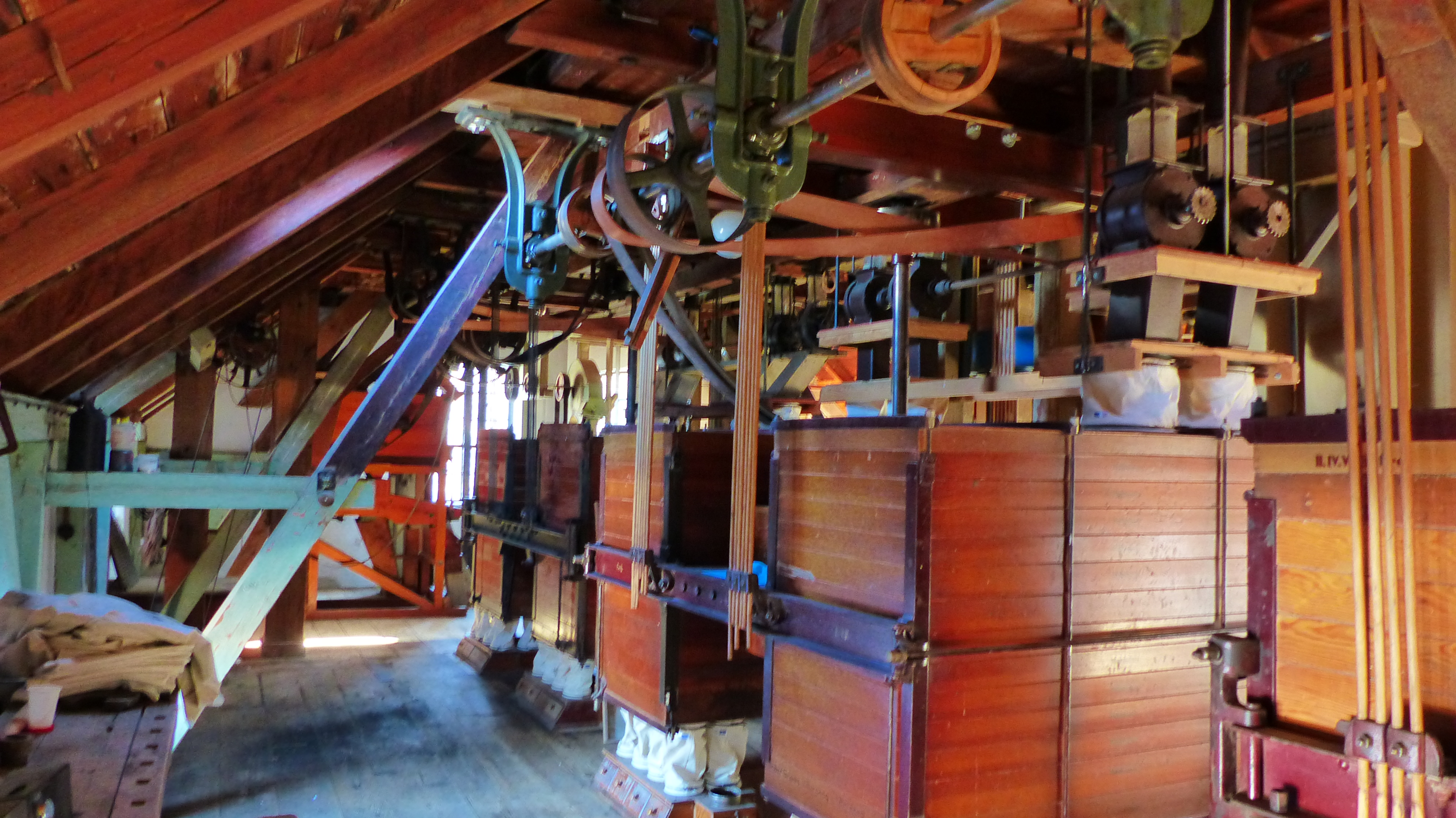
Innenansicht

Die Hammermühle Bautzen wurde 1493 von der Stadt Bautzen an der Spree als Drahtmühle erbaut, das heißt zur Herstellung von Draht über Drahtziehbänke. Im Jahr 1740 wurde die Mühle um ein Eisenhammerwerk erweitert. Heute liegt sie nördlich der Altstadt an der Grenze zum Stadtteil Seidau und ist gleichzeitig Mahl-, Öl- und Senfmühle.
Das Mühlenensemble mit Mietshaus in Ecklage, Müllerwohnhaus, Nebengebäude (Torhaus), rückwärtigem Mühlentrakt über L-förmigem Grundriss, Lagergebäude im Hof und Hofpflasterung steht heute ebenso unter Denkmalschutz wie die mühlentechnische Einrichtung und wassertechnische Anlage einschließlich des zugehörigen Überfallwehrs.

## Geschichte
Im Jahr 1736 bestand die Drahtmühle im Wesentlichen aus einem einstöckigen Gebäude, nur an der Wasserseite war sie zweistöckig. Im Inneren befanden sich ein kleineres und ein großes Schmiedefeuer mit zwei Blasebälgen, dazu in unmittelbarer Nähe zwei Ambosse. 1738 kündigt der damalige Pächter den Pachtvertrag, wollte ihn jedoch weiterführen, wenn die Pacht auf 10 Taler jährlich ermäßigt würde. Diese Ermäßigung wurde ihm vom Rat der Stadt nicht gewährt und die Mühle zur Pacht oder zum Kauf ausgeschrieben.
So erwirbt 1740 der Frohnauer Eisen- und Hammerschmied Johann Friedrich Clauß das Grundstück. Die Gebäude befinden sich in einem schlechten Zustand. Der Rat lehnt es ab, sich an den Sanierungskosten zu beteiligen. Clauß kauft das Ensemble nur unter der Voraussetzung, einen Eisenhammer angliedern zu dürfen. Man wird handelseinig, am 18. Mai 1740 kaufte Clauß die Drahtmühle für 500 Taler. Mit der Auflage, das Werk nur als Drahtmühle und Hammerschmiede zu gebrauchen. Aus dieser Zeit stammt der heutige Name der Hammermühle.
1751 starb Clauß. Seine Erben verkaufen die Mühle an Samuel Gotthelf Petzold aus Friedrichstadt bei Dresden. Ein Mauerstein in der Fassade der Mühle zeigt einen Amboss, die Initialen S.G.P. und das Jahr 1767. 1846 gründete Samuel Gotthelf Petzolds Enkel Johann Samuel Petzold die Eisengießerei- und Maschinenbauwerkstatt Petzold & Center mit 20 Arbeitern. 1872 wird das Werk in eine Aktiengesellschaft mit dem Namen Lausitzer Maschinenfabrik vormals J. F. Petzold umgewandelt. In der Mühle wurde der Platz allerdings schon im 19. Jahrhundert zu eng wurde, die Maschinenfabrik zog aus. Über die Waggon- und Maschinenfabrik AG vormals Busch Bautzen, den VEB Waggonbau Bautzen und die Deutsche Waggonbau AG, Werk Bautzen entstand das heutige Werk des Schienenfahrzeugherstellers Bombardier Transportation.
Eine Angehörige der Familie Petzold war mit einem Reinhold Zimmermann verheiratet. So ging die Mühle 1870 an die Familie Zimmermann über. Es wurde eine Fittingschmiede eingerichtet und schmiedeeiserne Fenster, Türen und Treppen gebaut. Das Geschäft lief so gut, dass die Firma Zimmermann 1888 auf einen neuen Firmensitz umsiedeln musste. Das Stahlfensterwerk Zimmermann bestand bis 1992.
Der baufälligen Eisenhammer wurde an den Müllermeister Carl Ernst Heinke aus Cunewalde verkauft. Er begann noch im selben Jahr mit dem Umbau zu einer Getreidemühle. Unter anderem wurden mehrere alte Buden und Schmiedeessen beseitigt und ein kleines hölzernes Wasserrad durch ein doppelt so großes ersetzt. Fünf Jahre später wurde das hölzerne Wasserrad durch ein eisernes ersetzt. Dieses hatte einen Durchmesser von fünf Metern, eine Breite von drei Metern und eine Kranztiefe von 75 Zentimetern. Neben dem eisernen Wasserrad arbeiteten in der Mühle eine Reinigungsanlage, ein Walzenstuhl, Wasserräder aus Eisen und Holz, ein feiner Mühlstein (genannt Franzose) und ein Schrotgang. Am 1. Oktober 1888 wurde die Firma Hammermühle Heinke und Sohn gegründet. Seit dem 6. Oktober 1888 drehen sich dasselbe Mühlrad und die Haupttransmission wie heute. Drei Jahre später wurde die Mühle um ein Stockwerk aufgestockt und eine Versenkung aufgesetzt. Dazu kam ein Fahrstuhl, die Mehlmischmaschine fasste 300 Zentner Mehl. In Hochzeiten konnte die Mühle 20 Tonnen Mehl in 24 Stunden verarbeiten.
1895 ging die Mühle auf den Sohn des Müllermeisters, Theodor Oswald Heinke über. Dieser erweiterte 1897 das Mühlengrundstück und ließ das Wohnhaus umbauen, den 26 Meter langen Speicher bauen und den Hof pflastern. Zur Modernisierung der Antriebskraft bei Niedrigwasser wurde die Mühle 1908 teilweise auf elektrischen Antrieb umgerüstet. 1920 hatte die Mühle vier Reinigungsgeräte, sieben Mahlmaschinen, vier Sichtgeräte zur Prüfung des Mahlfortschritts und sechs weitere Geräte zur Ausmahlung des Getreides.
1932 begann Heinke mit der Produktion von Heilerde, die unter dem Namen Lusatia in den Folgejahren bis in den Orient verkauft wurde. Die Enkelin von Oswald Heinke heiratete 1946 den Müllermeister Herrmann Koitzsch. Dieser wurde Mitglied der Mühlenbelegschaft. 1956 wurden die beiden Wasserräder durch eine Turbine ersetzt und weitere Modernisierungen vorgenommen. Gemäß staatlicher Vorgaben wurden ab 1961 fast nur noch Gerste für Brauereien und Futtermittel geschrotet. Die Siegelerde-Herstellung wird verboten.
Mit dem Tod von Oswald Heinke 1964 ging die Mühle an die Familie Koitzsch über. Zwischen 1989 und 1999 war im großen Speicher ein Teil des aus der Ortenburg ausgelagerten Staatsfilialarchivs untergebracht. Stephan Hierl, Enkel von Herrmann Koitzsch, übernahm die Mühle 2003. Er ließ die Mühle grundhaft sanieren und fehlende Technik ergänzen. So wurden die Dächer wieder mit echtem Schiefer eingedeckt und die Dachgauben, die Spitzen und das Türmchen nach historischem Vorbild restauriert.
Ein Hochwasser im August 2010 richtete große Schäden an. 2015 konnte mit der Produktion von Senf und Ölen begonnen werden. Heute befinden sich in der Mühle ein Laden und es finden Führungen und Workshops statt. Außerdem ist die Mühle eine Station am Sächsischen Teil des Jakobswegs. Es wird auch wieder Heilerde angeboten.

## Beschreibung
Heute noch erhaltene Gebäude sind das dreigeschossige Wohnhaus des Eisenhammers mit zwei Toren und reicher Fensterbekrönung und Putzreliefierung (um 1850 erbaut), das Mühlengebäude (bezeichnet mit 1897) mit der Turbine von 1955, ein Mietshaus (bezeichnet mit 1898) und ein zweietagiges Lagerhaus (bezeichnet mit 1905).

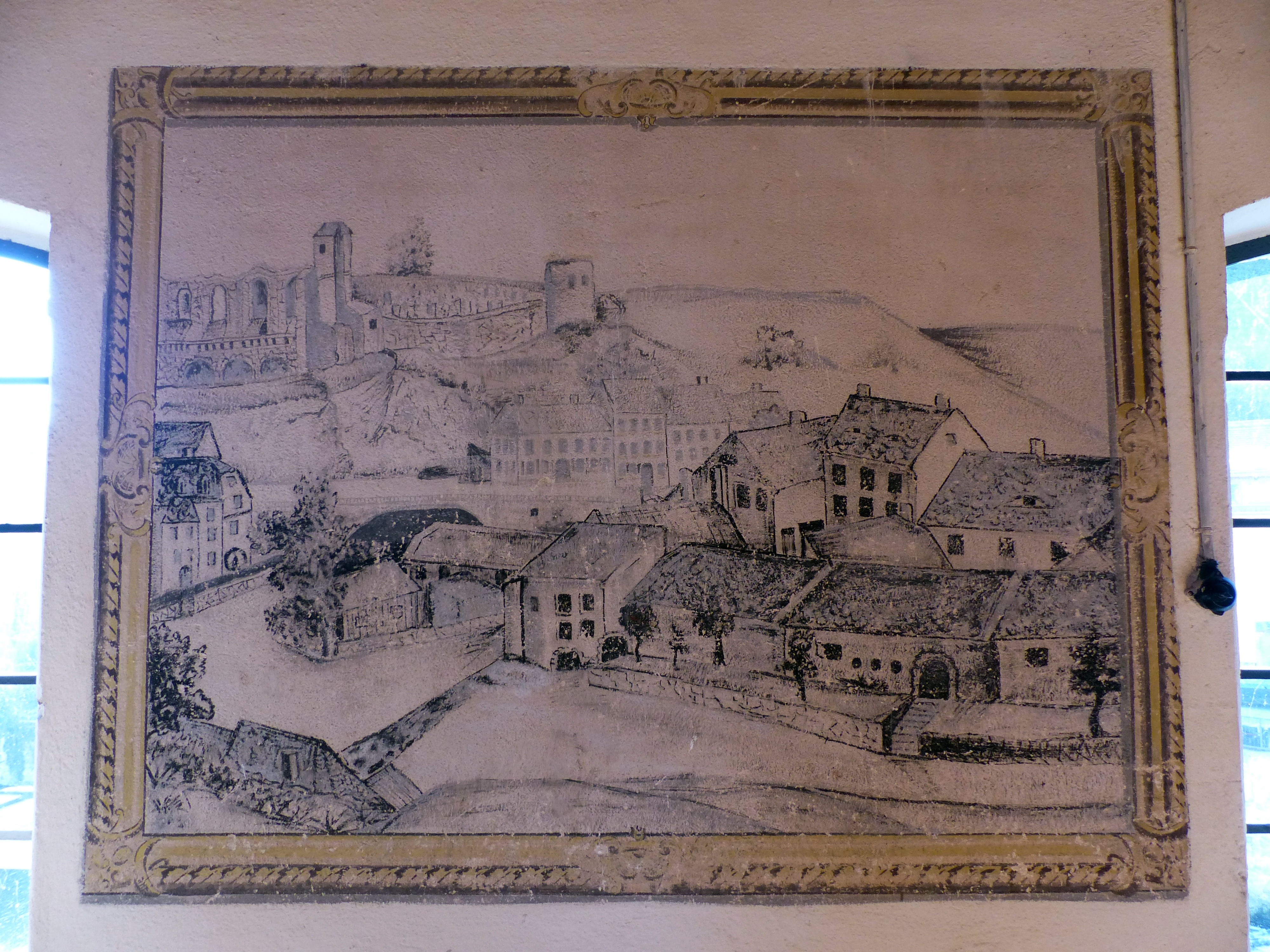
Historische Ansicht in der Mühle

Im Mühlengebäude hängen drei Wandbilder die Stadtansichten um 1850 bis 1880 darstellen. Die Mühlentechnik wie Transmission, Schrotstühle, Grießstühle, Schrotmaschine, Grießreiniger, Mischmaschine, Windfilter, Sichter, Reinigungstechnik und Elevatoren Wehranlage, Walzenstühle (Mahlgänge entfernt) im Wesentlichen aus den 1920er/1930er Jahren sind noch vollständig vorhanden.